# Jocs Olímpics d'Estiu de 1952
Els Jocs Olímpics d'Estiu de 1952, oficialment anomenats Jocs Olímpics de la XV Olimpíada, es van celebrar a la ciutat de Hèlsinki (Finlàndia) entre el 19 de juliol i el 3 d'agost de 1952. En aquests Jocs hi van participar 4.955 esportistes (4.436 homes i 519 dones) de 69 comitès nacionals competint en 17 esports i 149 especialitats.

## Antecedents
L'any 1937 a conseqüència de la Segona Guerra Sinojaponesa es decidí canviar la seu dels Jocs Olímpics d'Estiu de 1940, passant de la primera designació de Tòquio (Japó) a Hèlsinki (Finlàndia). L'esclat de la Segona Guerra Mundial a Europa comportà finalment la cancel·lació dels Jocs d'aquell any.
Posteriorment en la 40a Sessió del Comitè Olímpic Internacional realitzada el 21 de juny de 1947 a Estocolm (Suècia) s'escollí la ciutat de Hèlsinki com a seu organitzadora dels Jocs Olímpics d'Estiu de 1952 per davant de les ciutats de:
| Ciutat                             | Comitè Olímpic | Ronda 1 | Ronda 2 |
| Hèlsinki                           | Finlàndia      | 14      | 15      |
| Los Angeles (Califòrnia)           | United States  | 4       | 5       |
| Minneapolis-Saint Paul (Minnesota) | United States  | 4       | 5       |
| Amsterdam                          | Països Baixos  | 3       | 3       |
| Detroit (Michigan)                 | United States  | 2       | -       |
| Chicago (Illinois)                 | United States  | 1       | -       |
| Filadèlfia (Pennsilvània)          | United States  | -       | -       |
| Atenes                             | Grècia         | -       | -       |
| Lausana                            | Suïssa         | -       | -       |
| Estocolm                           | Suècia         | -       | -       |

## Comitès participants

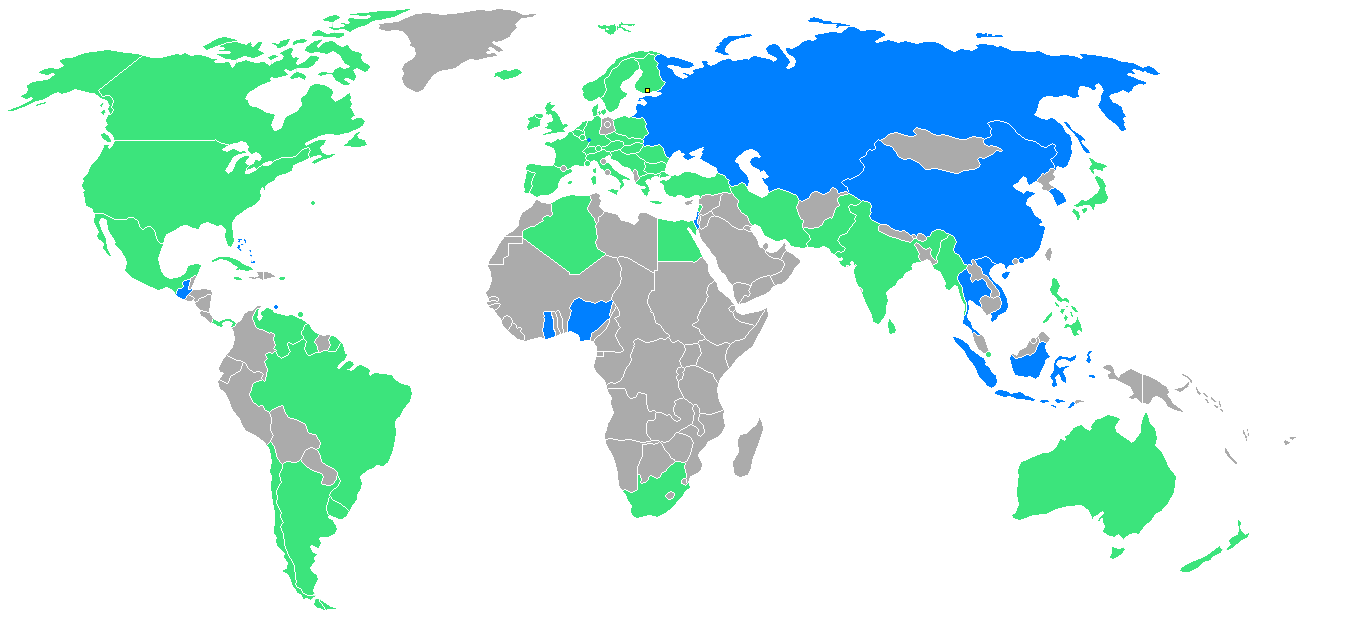
Països participants en els Jocs Olímpics de 1952. Les nacions sombrejades de color blau participaren per primera vegada en aquests jocs.

Participaren un total de 69 comitès nacionals diferents en aquests Jocs, fent-ho per primera vegada un total de 12 nacions: Antilles Neerlandeses, Bahames, Costa d'Or (actualment Ghana), Guatemala, Hong Kong, Indonèsia, Israel, Nigèria, Tailàndia, Unió Soviètica i el Vietnam.
La República Federal Alemanya i el Japó retornaren a la competició després de la seva prohibició de participar en els anteriors Jocs a conseqüència de la seva implicació en la Segona Guerra Mundial. En aquesta edició l'equip alemany, tot i presentar-se sota bandera conjunta, només participà amb atletes de la República Federal Alemanya, ja que la República Democràtica Alemanya refusà presentar un equip conjunt. Així mateix, en aquests Jocs, els atltes del Protectorat del Saar pogueren competir de manera separada dels altres.
Retornaren a la competició els comitès de Bulgària, Islàndia, Romania i Veneçuela. Deixaren de participar Colòmbia, Corea (si bé participà per primera vegada Corea del Sud), l'Iraq, Malta, Síria i la República de la Xina (si bé participà per primera vegada l'equip de la República Popular de la Xina).
| - Alemanya (205) - Antilles Neerlandeses (11) - Argentina (123) - Austràlia (81) - Àustria (112) - Bahames (7) - Bèlgica (135) - Bermudes (6) - Brasil (97) - Birmània (5) - Bulgària (63) - Canadà (107) - Ceilan (5) - Corea del Sud (19) - Costa d'Or (7) - Cuba (29) - Dinamarca (129) - Egipte (106) - Espanya (27) - Estats Units (286) - Filipines (25) - Finlàndia (258) - França (245) | - Grècia (3) - Guatemala (21) - Guyana Britànica (1) - Hong Kong (4) - Hongria (189) - Islàndia (9) - Índia (64) - Indonèsia (3) - Iran (22) - Irlanda (19) - Israel (25) - Itàlia (231) - Iugoslàvia (87) - Jamaica (8) - Japó (69) - Líban (9) - Liechtenstein (2) - Luxemburg (44) - Mèxic (64) - Mònaco (8) - Nova Zelanda (14) - Nigèria (9) - Noruega (102) | - Països Baixos (104) - Pakistan (38) - Panamà (1) - Polònia (125) - Portugal (71) - Puerto Rico (21) - Regne Unit (257) - Romania (114) - Saar (36) - Singapur (5) - Sud-àfrica (64) - Tailàndia (8) - Txecoslovàquia (99) - Suècia (206) - Suïssa (157) - Trinitat i Tobago (2) - Turquia (51) - Unió Soviètica (295) - Uruguai (32) - Veneçuela (36) - Vietnam (8) - Xile (59) - R.P. de la Xina (1) |

## Esports disputats
En aquests Jocs Olímpics es diputaren 149 proves de 17 esports diferents:
Es va celebrar un partit de demostració d'handbol de camp entre Suècia i Dinamarca, que va ser derrotada pels suecs amb un resultat de 19:11 (8:5). L'àrbitre va ser Siegfried Perrey, d'Alemanya Occidental.

## Seus
- Espoo - Esgrima

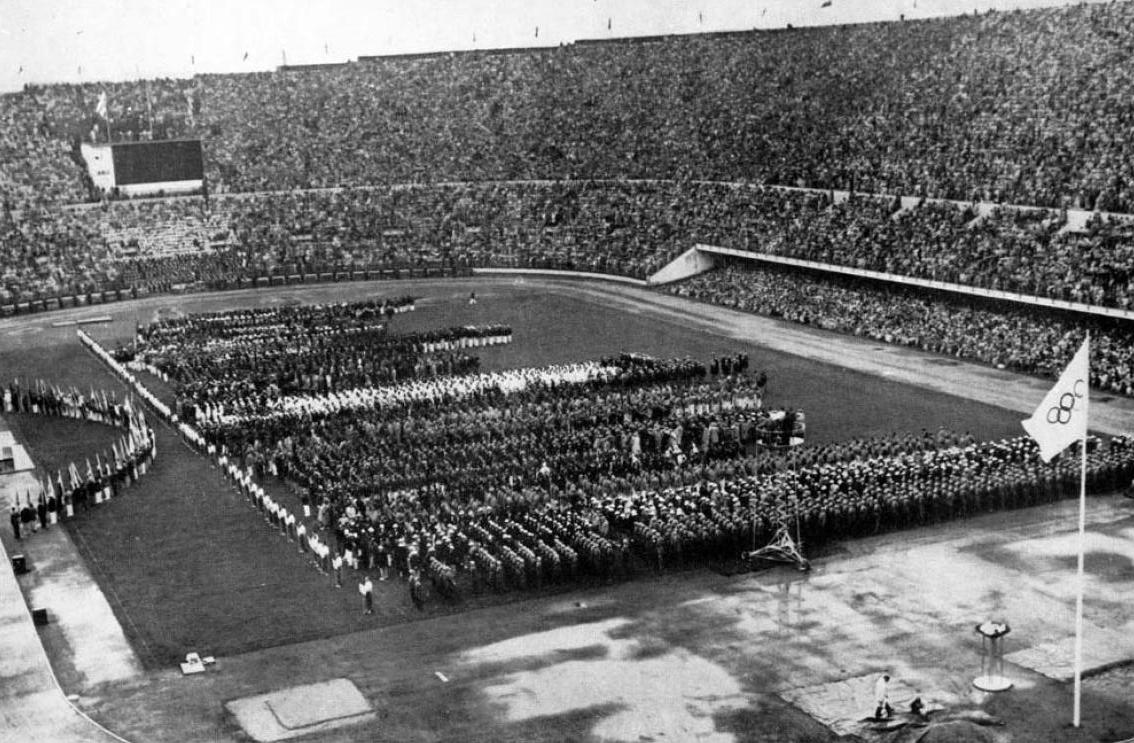
Cerimònia inaugural a l'Estadi Olímpic.

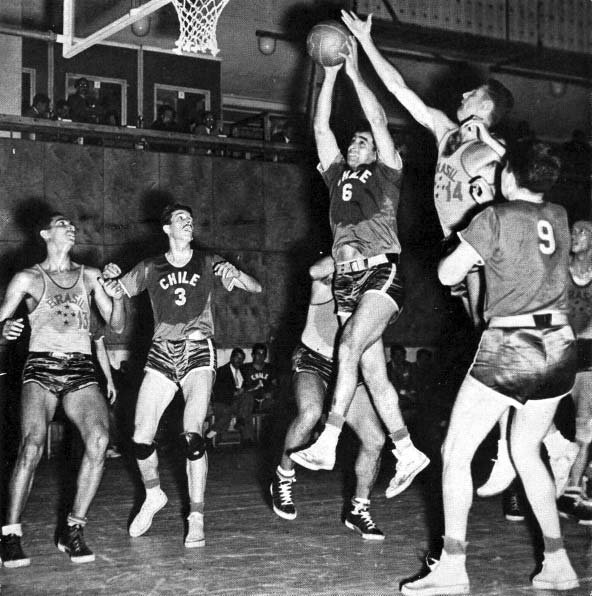
Imatge de la competició de bàsquet.

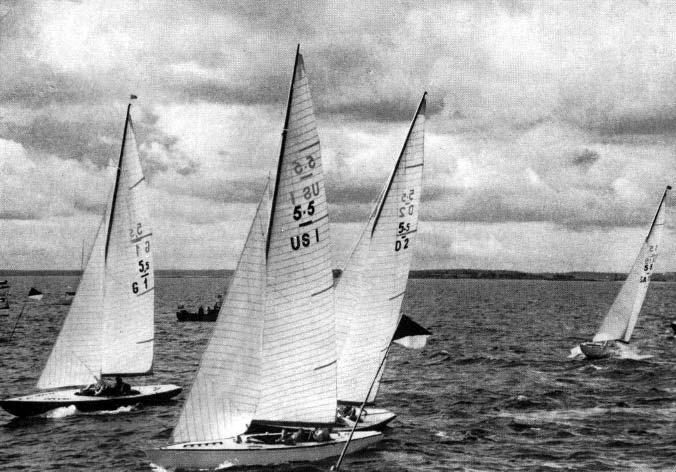
Imatge de la competició de vela.

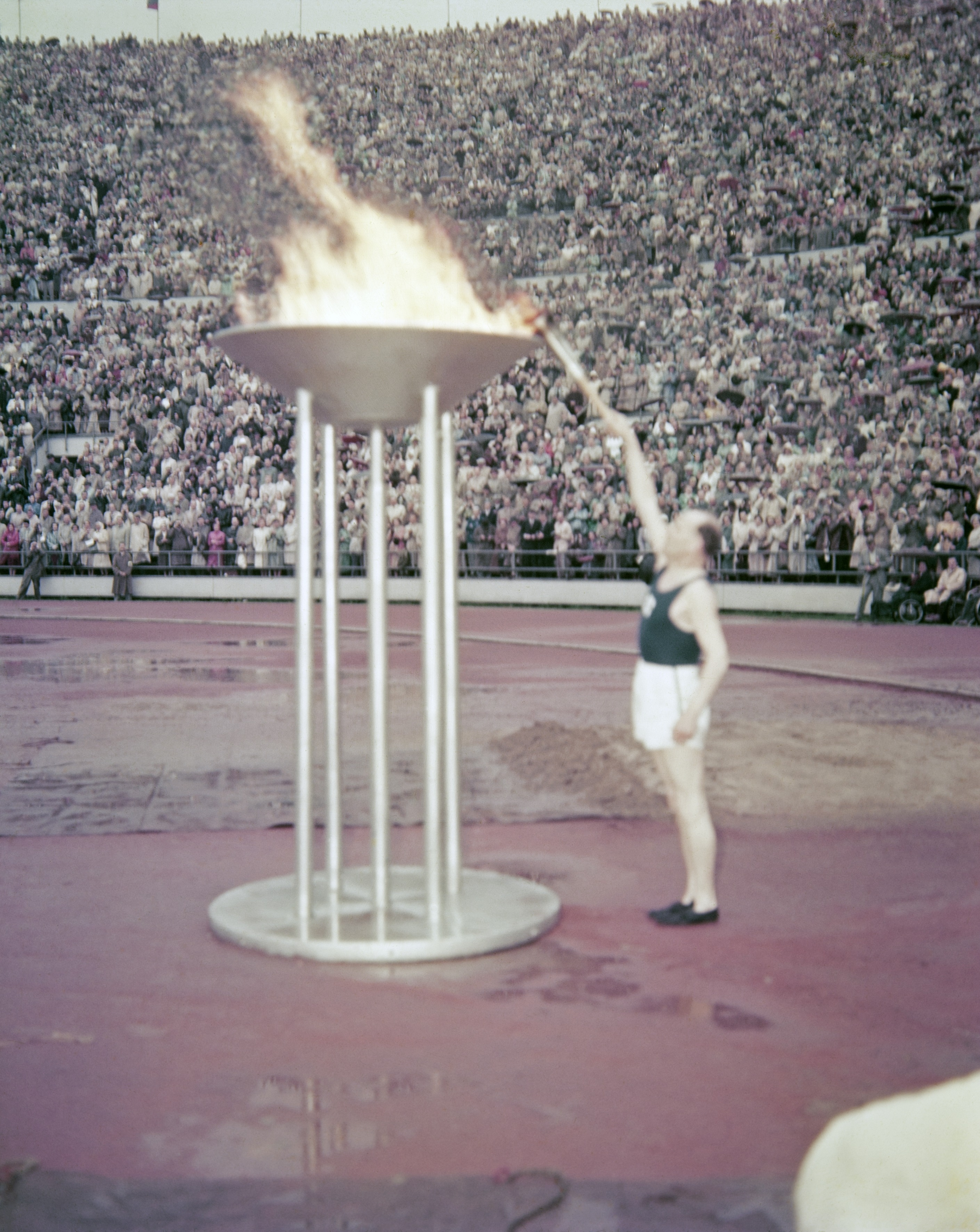
L'atleta Paavo Nurmi encenent la flama olímpica.

- Estadi de natació - Natació, salts i waterpolo
- Estadi Olímpic - Atletisme, hípica (salts) i futbol (final)
- Estadi Sonera - Futbol
- Hämeenlinna - Pentatló modern
- Harmaja - Vela
- Huopalahti - Tir (pistola de mà)
- Käpylä - Ciclisme (carretera)
- Kotka - Futbol
- Laakso - Hípica (concurse complet)
- Lahti - Futbol
- Liuskasaari - Vela
- Centre de Tir - Tir (pistola i rifle)
- Maunula - ciclisme (carretera)
- Meilahti - Rem
- Messuhalli - Bàsquet (final), boxa, gimnàstica, halterofília i lluita
- Palau de tennis - Bàsquet
- Pakila - Ciclisme (carretera)
- Ruskeasuo - Hípica (concurs complet i doma)
- Taivallahti - Piragüisme
- Tali - Hípica (concurs complet)
- Tampere - Futbol
- Turku - Futbol
- Velodrome - Ciclisme (pista) i hoquei sobre herba

## Fets destacats
- Aquesta fou la primera ocasió en la qual participà una de les seleccions mundials més potents, la Unió Soviètica (URSS). La primera medalla d'or fou guanyada per Nina Romashkova en el llançament de disc femení i l'equip femení de gimnàstica aconseguí la primera de les seves vuit medalles d'or consecutives.
- Israel va fer el seu debut en els Jocs Olímpics. L'estat jueu no va participar en els Jocs de Londres de 1948 a conseqüència de la seva participació en la Guerra araboisraeliana de 1948. Anteriorment l'equip del Mandat Britànic de Palestina refusà participar en els Jocs Olímpics d'Estiu de 1936 en oposició al règim nazi del Tercer Reich.
- La República de la Xina (Xina Taipei/Taiwan) es va retirar dels Jocs el 20 de juliol en protesta per permetre la participació de la República Popular de la Xina.
- Hongria, un país de 9 milions d'habitants en aquell moment, va guanyar 42 medalles en aquests jocs, aconseguint la tercera posició en el medaller just per darrere dels Estats Units d'Amèrica i la Unió Soviètica.
- En aquesta edició es permeté en les proves disputades en hípica la participació de genets no militars, així com la presència per primera vegada de dones. La danesa Lis Härtel es convertí en la primera dona a guanyar una medalla en aquest esport.
- El txcoslovac Emil Zátopek es va convertir en el gran heroi dels Jocs en guanyar tres medalles d'or en les proves de 5.000 i 10.000 metres llisos, això com en la marató, prova en la qual no havia competit mai.
- La selecció índia d'hoquei sobre herba aconseguí el seu cinquè títol olímpic consecutiu.
- El nord-americà Bob Mathias es convertí en el primer atleta a aconseguir retenir el títol olímpic del decatló.

## Medaller

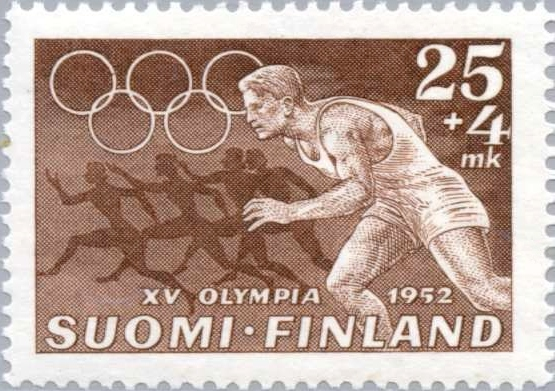
Segell commemoratiu dels Jocs.

Deu nacions amb més medalles en els Jocs Olímpics de 1952. País amfitrió ressaltat.
| Jocs Olímpics d'estiu 1952 | Jocs Olímpics d'estiu 1952 | Jocs Olímpics d'estiu 1952 | Jocs Olímpics d'estiu 1952 | Jocs Olímpics d'estiu 1952 | Anells Olímpics |
| Posició                    | País                       | Or                         | Plata                      | Bronze                     | Total           |
| 1                          | Estats Units               | 40                         | 19                         | 17                         | 76              |
| 2                          | Unió Soviètica             | 22                         | 30                         | 19                         | 71              |
| 3                          | Hongria                    | 16                         | 10                         | 16                         | 42              |
| 4                          | Suècia                     | 12                         | 13                         | 10                         | 35              |
| 5                          | Itàlia                     | 8                          | 9                          | 4                          | 21              |
| 6                          | Txecoslovàquia             | 7                          | 3                          | 3                          | 13              |
| 7                          | França                     | 6                          | 6                          | 6                          | 18              |
| 8                          | Finlàndia                  | 6                          | 3                          | 13                         | 22              |
| 9                          | Austràlia                  | 6                          | 2                          | 3                          | 11              |
| 10                         | Noruega                    | 3                          | 2                          | 0                          | 5               |

### Medallistes més guardonats
Categoria masculina
| Nom                 | CON            | Disciplina | Or | Plata | Bronze | Total |
| Víktor Txukarin     | Unió Soviètica | Gimnàstica | 4  | 2     | 0      | 6     |
| Edoardo Mangiarotti | Itàlia         | Esgrima    | 2  | 2     | 0      | 4     |
| Hrant Xahinian      | Unió Soviètica | Gimnàstica | 2  | 2     | 0      | 4     |
| Josef Stalder       | Suïssa         | Gimnàstica | 0  | 2     | 2      | 4     |
| Emil Zátopek        | Txecoslovàquia | Atletisme  | 3  | 0     | 0      | 3     |
| Ford Konno          | Estats Units   | Natació    | 2  | 1     | 0      | 3     |
| Herb McKenley       | Jamaica        | Atletisme  | 1  | 2     | 0      | 3     |

Categoria femenina
| Nom                  | CON            | Disciplina | Or | Plata | Bronze | Total |
| Maria Gorokhóvskaia  | Unió Soviètica | Gimnàstica | 2  | 5     | 0      | 7     |
| Margit Korondi       | Hongria        | Gimnàstica | 1  | 1     | 4      | 6     |
| Nina Botxarova       | Unió Soviètica | Gimnàstica | 2  | 2     | 0      | 4     |
| Ágnes Keleti         | Hongria        | Gimnàstica | 1  | 1     | 2      | 4     |
| Iekaterina Kalintxuk | Unió Soviètica | Gimnàstica | 2  | 1     | 0      | 3     |
| Éva Novák            | Hongria        | Natació    | 1  | 2     | 0      | 3     |
| Galina Minaicheva    | Unió Soviètica | Gimnàstica | 1  | 1     | 1      | 3     |